# Air Teluh
Air Teluh is een bestuurslaag in het regentschap Sungai Penuh van de provincie Jambi, Indonesië. Air Teluh telt 1045 inwoners (volkstelling 2010).